# Leprodes dicranocollis
Leprodes dicranocollis är en insektsart som beskrevs av Ludwig Redtenbacher 1906. Leprodes dicranocollis ingår i släktet Leprodes och familjen Bacillidae. Inga underarter finns listade i Catalogue of Life.